# Le miniere dell'imperatore
Le miniere dell'imperatore (The Silver Pigs) è un romanzo giallo del 1989 scritto da Lindsey Davis, primo volume della serie ambientata nella Roma imperiale del I secolo, incentrata sulle indagini dell'investigatore privato Marco Didio Falco.
È ambientato a Roma e nella provincia romana della Britannia nell'anno 70.

## Trama
Nella Roma di Vespasiano, un estroso investigatore privato di idee repubblicane tira avanti con pochi soldi e tanta ironia. Il suo nome è Marco Didio Falco. Un giorno, nel Foro arso dal sole estivo, si imbatte nella graziosa Sosia Camillina, una ragazza in fuga da misteriosi rapitori. Falco si offre di aiutarla, e subito dopo scopre un traffico di lingotti le cui tracce lo portano fino in Britannia. Ma incontra anche la bella e intelligente Elena Giustina, che lo aiuterà nelle indagini.

## Edizioni
- Lindsey Davis, Le miniere dell'imperatore, collana Il Giallo Mondadori n.2360, Mondadori, 1994.

- Lindsey Davis, Le miniere dell'imperatore, traduzione di Irene Piccinini, Nuove Edizioni Tascabili, 2002, ISBN 9788851520014.

- Lindsey Davis, Le miniere dell'imperatore, traduzione di Irene Piccinini, il Saggiatore, 1º luglio 2010, ISBN 9788856501278.